# جوانا فيدلر
جوانا فيدلر (بالإنجليزية: Johanna Fiedler)‏ هي صحفية الموسيقى وكاتِبة أمريكية، ولدت في 17 سبتمبر 1945 في بوسطن في الولايات المتحدة، وتوفيت في 27 مايو 2011.